# Кольєрс
Кольєрс (англ. Colliers) — містечко в Канаді, у провінції Ньюфаундленд і Лабрадор.

## Населення
За даними перепису 2016 року, містечко нараховувало 654 особи, показавши зростання на 0,5%, порівняно з 2011-м роком. Середня густина населення становила 24,9 осіб/км².
З офіційних мов обидвома одночасно володіли 5 жителів, тільки англійською — 645.
Працездатне населення становило 53,8% усього населення, рівень безробіття — 31% (40,5% серед чоловіків та 23,3% серед жінок). 94,4% осіб були найманими працівниками, а 2,8% — самозайнятими.
Середній дохід на особу становив $46 039 (медіана $31 424), при цьому для чоловіків — $64 114, а для жінок $27 609 (медіани — $47 488 та $21 344 відповідно).
30,5% мешканців мали закінчену шкільну освіту, не мали закінченої шкільної освіти — 16%, 52,7% мали післяшкільну освіту, з яких 7,2% мали диплом бакалавра, або вищий.
| Статево-вікова структура населення | Статево-вікова структура населення | Статево-вікова структура населення | Статево-вікова структура населення | Статево-вікова структура населення |
| ---------------------------------- | ---------------------------------- | ---------------------------------- | ---------------------------------- | ---------------------------------- |
|                                    |                                    |                                    |                                    |                                    |
| Всього                             | Всього                             | 50,0%                              |                                    |                                    |
| 0 — 14 років                       | 0 — 14 років                       |                                    | 11,5%                              | 11,5%                              |
| 15 — 64 років                      | 15 — 64 років                      |                                    | 67,2%                              | 67,2%                              |
| 65 і більше                        | 65 і більше                        |                                    | 21,4%                              | 21,4%                              |
| 85 і більше                        | 85 і більше                        |                                    | 0,8%                               | 0,8%                               |
| Середній вік (років)               | Середній вік (років)               | 46,646,1                           | 46,4                               | 46,4                               |
| Медіана (років)                    | Медіана (років)                    | 50,251,0                           | 50,6                               | 50,6                               |
| — чоловіки — жінки                 |                                    |                                    |                                    |                                    |

| Походження мешканців:     | Походження мешканців:     | Походження мешканців: | Походження мешканців: | Походження мешканців: |
| ------------------------- | ------------------------- | --------------------- | --------------------- | --------------------- |
| Походження                |                           |                       | осіб                  | %                     |
| Корінні американці        | Корінні американці        |                       | 25                    | 3.38%                 |
| Інше північноамериканське | Інше північноамериканське |                       | 450                   | 60.81%                |
| Європейське               | Європейське               |                       | 345                   | 46.62%                |
| британське                | британське                |                       | 340                   | 45.95%                |
| французьке                | французьке                |                       | 10                    | 1.35%                 |

| Зайнятість населення за галузями (за класифікацією NOC): | Зайнятість населення за галузями (за класифікацією NOC): | Зайнятість населення за галузями (за класифікацією NOC): | Зайнятість населення за галузями (за класифікацією NOC): | Зайнятість населення за галузями (за класифікацією NOC): |
| -------------------------------------------------------- | -------------------------------------------------------- | -------------------------------------------------------- | -------------------------------------------------------- | -------------------------------------------------------- |
|                                                          |                                                          |                                                          |                                                          |                                                          |
| Управління                                               | Управління                                               |                                                          | 7,2%                                                     | 7,2%                                                     |
| Бізнес, фінанси та адміністрування                       | Бізнес, фінанси та адміністрування                       |                                                          | 13%                                                      | 13%                                                      |
| Природничі та прикладні науки                            | Природничі та прикладні науки                            |                                                          | 7,2%                                                     | 7,2%                                                     |
| Охорона здоров'я                                         | Охорона здоров'я                                         |                                                          | 2,9%                                                     | 2,9%                                                     |
| Освіта, правозахист, муніципальні та урядові служби      | Освіта, правозахист, муніципальні та урядові служби      |                                                          | 10,1%                                                    | 10,1%                                                    |
| Роздрібна торгівля та послуги                            | Роздрібна торгівля та послуги                            |                                                          | 10,1%                                                    | 10,1%                                                    |
| Гуртова торгівля, транспорт та обладнання                | Гуртова торгівля, транспорт та обладнання                |                                                          | 39,1%                                                    | 39,1%                                                    |
| Природні ресурси, сільське господарство                  | Природні ресурси, сільське господарство                  |                                                          | 5,8%                                                     | 5,8%                                                     |
| Виробництво                                              | Виробництво                                              |                                                          | 7,2%                                                     | 7,2%                                                     |

## Клімат
Середня річна температура становить 5,3°C, середня максимальна – 19,3°C, а середня мінімальна – -9,3°C. Середня річна кількість опадів – 1 399 мм.
| Клімат поселення                              | Клімат поселення | Клімат поселення | Клімат поселення | Клімат поселення | Клімат поселення | Клімат поселення | Клімат поселення | Клімат поселення | Клімат поселення | Клімат поселення | Клімат поселення | Клімат поселення | Клімат поселення |
| Показник                                      | Січ.             | Лют.             | Бер.             | Квіт.            | Трав.            | Черв.            | Лип.             | Серп.            | Вер.             | Жовт.            | Лист.            | Груд.            |                  |
| Середній максимум, °C                         | 0,56             | −0,02            | 2,66             | 7,00             | 11,35            | 15,55            | 18,34            | 19,30            | 15,51            | 10,94            | 6,68             | 2,12             |                  |
| Середня температура, °C                       | −4,09            | −4,67            | −1,99            | 2,35             | 6,69             | 10,90            | 15,19            | 16,16            | 12,36            | 7,78             | 3,53             | −1,02            |                  |
| Середній мінімум, °C                          | −8,73            | −9,31            | −6,63            | −2,3             | 2,07             | 6,24             | 12,05            | 13,00            | 9,21             | 4,64             | 0,39             | −4,18            |                  |
| Норма опадів, мм                              | 133              | 113              | 118              | 109              | 97               | 102              | 101              | 93               | 133              | 138              | 125              | 137              |                  |
| Середньомісячна швидкість вітру, м/с          | 8.11             | 7.45             | 7.04             | 6.43             | 5.70             | 5.30             | 5.13             | 5.19             | 5.79             | 6.60             | 7.20             | 7.90             |                  |
| Середньомісячна сонячна радіація, кДж/м²·день | 4025             | 6768             | 10579            | 14051            | 17016            | 19055            | 19153            | 16119            | 12049            | 7225             | 4161             | 3119             |                  |
| --------------------------------------------- | ---------------- | ---------------- | ---------------- | ---------------- | ---------------- | ---------------- | ---------------- | ---------------- | ---------------- | ---------------- | ---------------- | ---------------- | ---------------- |
| Джерело:                                      |                  |                  |                  |                  |                  |                  |                  |                  |                  |                  |                  |                  |                  |